# Sone Aluko
Pour les articles homonymes, voir Aluko.
Sone Aluko, né le 19 février 1989 à Hounslow, est un footballeur nigérian et anglais.
Il évolue au poste d'attaquant à Ipswich Town en Angleterre. Il est le frère de la footballeuse Eniola Aluko.

## Biographie
Le 29 août 2017, il rejoint Reading.
Le 6 août 2021, il rejoint Ipswich Town.

## Palmarès
- Hull City
  - Finaliste de la FA Cup en 2014.

### Distinction personnelle
Hull City
- Championship
  - Meilleur joueur : novembre 2012[1]